# Messier 5
Messier 5 (znana także jako M5 lub NGC 5904) – gromada kulista położona w gwiazdozbiorze Węża. Została odkryta 5 maja 1702 roku przez Gottfrieda Kircha oraz jego żonę Marię Margarethę jako „rozmazana gwiazda”. Dopiero w 1764 została dostrzeżona niezależnie przez Messiera i w 1781 umieszczona w jego katalogu jako mgławica. Pierwszą osobą, która poprawnie opisała naturę M5, był William Herschel, który w 1791 rozdzielił gwiazdy gromady za pomocą teleskopu o ogniskowej 40 stóp.

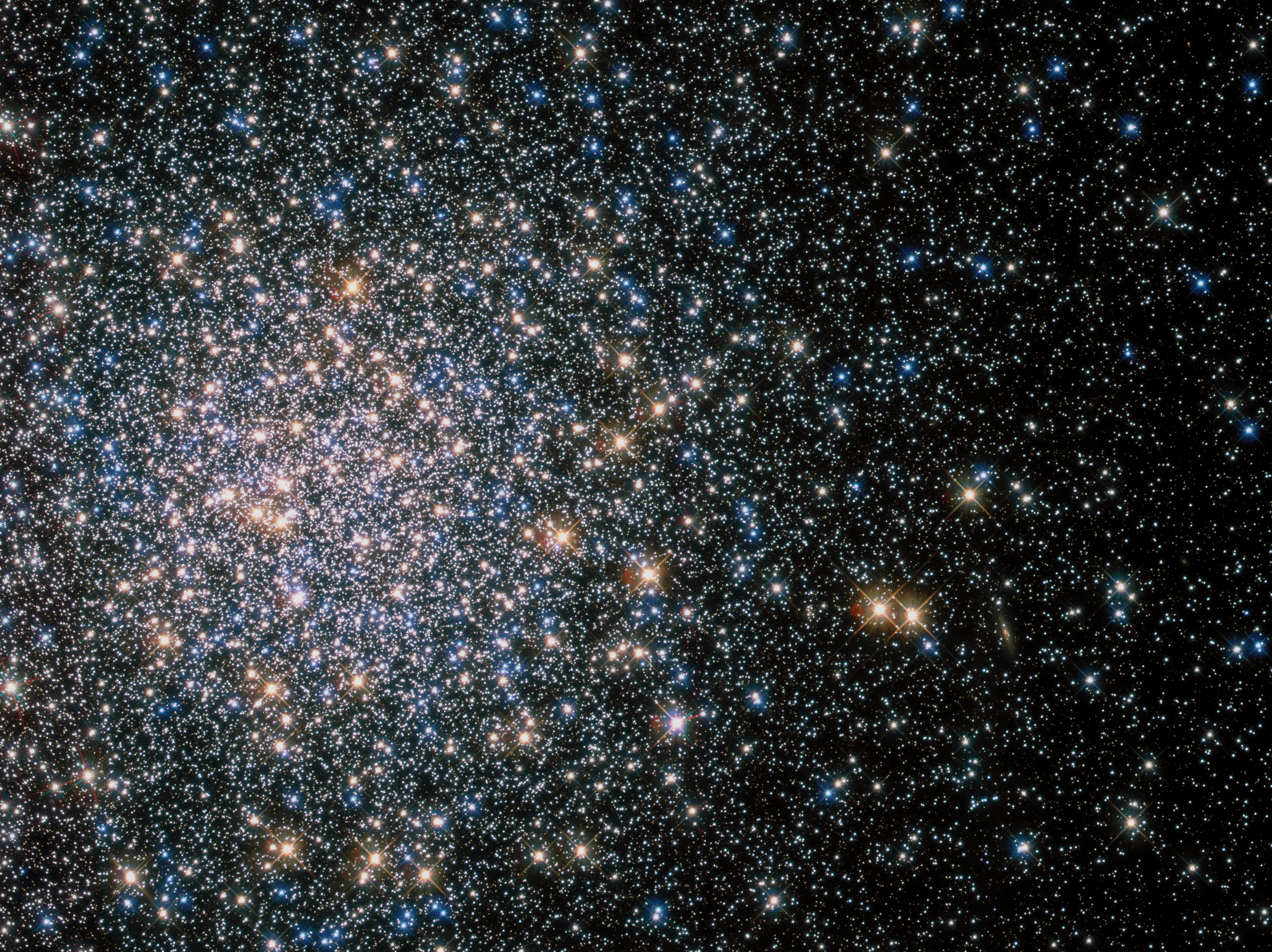
Zbliżenie gromady (HST)

Gromada jest jedną z największych w Galaktyce i ma średnicę około 164 lat świetlnych. M5 jest oddalona od Ziemi o 24 500 lat świetlnych i zawiera ponad 100 000 gwiazd, z czego przynajmniej 100 to gwiazdy zmienne. Jest oddalona o około 20,2 tys. lat świetlnych od centrum Galaktyki. Na naszym niebie widoczna jest jako obiekt o kątowej średnicy 23 minut. Ukształtowana przed 10,6 miliardami lat jest jedną z najstarszych gromad kulistych w naszej Galaktyce.